# 桂三木助 (2代目)
2代目 桂 三木助（かつら みきすけ、1884年11月27日 - 1943年12月1日）は、大阪の落語家。本名: 松尾 福松。享年59。

## 人物
大阪生まれ。1894年1月、2代目桂南光に入門、子役として桂手遊を名乗り、同年2月、桂派の金沢亭で初高座。
1904年に入営、日露戦争に従軍後、1906年に帰国し、「滑稽ホリョー踊り」なる演目で高座に復帰。同年11月27日に真打で2代目三木助を襲名。
1911年、賭博が過ぎて借金を作り桂派に居られなくなり互楽派に身売りし七五三蔵の名で出演し支度金で返済しようとしたが桂派から苦情が出て、仕方なく兄弟子の初代桂小南を頼り上京（支度金は初代桂ざこばが支払った。）。
4代目橘家圓喬門下で橘家三木助を名乗り、三遊派の各席に出席するが、1916年に帰阪し三友派に加わり、後に吉本興業の大看板として名を馳せた。
持ちネタは膨大で、神戸湊川の寄席で3年間真打を勤めた時、一度も同じ噺を掛けなかったという。東京時代に人情噺に傾倒したことから、帰阪後も笑いを取るネタより、むしろ『立ち切れ線香』『菊江仏壇』『ざこ八』『箒屋娘』『抜け雀』など、はめ物を極力抑えた東京風の演出による素噺を得意とした。時折り東京弁が混じったり、上方情緒を失ったりと、賛否両論はあったが、3代目三遊亭圓馬とともに東西落語に精通した名人として上方落語が衰微して行く中、その実力を謳われた。
晩年は群舞中で耳を悪くしている。墓所は台東区長久寺。
SPレコードは『丁稚芝居』『三年酒』『宿屋仇』『動物園』『鮑のし』『みかん売り』『お伊勢道中』『無筆な犬』等がある。

## 弟子
- 3代目桂三木助
- 桂小半
- 9代目桂文治
- 桂三木丸
- 源一馬（剣舞）

8代目林家正蔵（林家彦六）は、大阪を訪れた際に三木助から『ざこ八』や『莨の火』などを教わっている。
肖像の写真が数枚残されており一枚は日露戦争に従軍時の軍服姿の写真と晩年頃の着物姿の写真が残されている。